# 希腊正教会圣乔治主教座堂 (贝鲁特)
希腊正教会圣乔治主教座堂（阿拉伯语：‎）是安条克希腊正教会贝鲁特都主教区的主教座堂。它是黎巴嫩首都贝鲁特现存最古老的教堂，位于市中心的内泽默广场，建造在已消失的基督复活主教座堂之上。

## 历史
根据希腊正教会的传统，希腊正教会贝鲁特都主教区的建立，可追溯到于七十门徒之一、贝鲁特的第一任主教夸尔图斯（Quartus）。 公元 449-450年，东罗马帝国皇帝狄奧多西二世颁布法令，将贝鲁特主教埃夫斯达斯（Efstathius）升为都主教。直到那时，该市还是推罗都主教区的所在地。。
基督复活主教座堂是在此处建造的第一座教堂。。
它是由公元五世纪的埃夫斯泰胡斯（Efstathuis）主教建造，毗邻贝鲁特罗马法学院的礼堂。该教会影响了学校的教学，法律学者努力将罗马法律的文本，与基督教的教导，二者调和起来。安提阿的西弗勒斯在公元5世纪访问这座城市，证实了这一点。
公元551年，一场大地震摧毁了整个贝鲁特，包括基督复活主教座堂。在十二世纪，在同一地点建造了一座主教座堂。该建筑在1759年的地震中被严重破坏，被拆除重新建造。1764年开始建造，1767年完成了更大的新教堂，带有一个中殿和拱形天花板。但是，由于缺少支撑的柱子，天花板坍塌，砸死了90人。 1772年，教堂进行了重建，十字平面，有三个中殿，北立面增加了新的门廊，主立面西立面进行了扩建，在西北角建造了新的钟楼。
1783年，主教座堂进行了一系列改建，包括在西立面增加了前廊，并扩建了后殿，以适应主教座堂主祭坛的中轴线。同年，尤尼斯·阿贝利（Younes al-Jbeily）为该堂设计了华丽的镀金木质聖幛。
主教座堂的最后一次修改建在1910年进行，在南立面上增加了拱形门廊，主教座堂得以进一步向东扩大，钟楼移至东南角。主教座堂的内部装饰有易卜拉欣·优素福·萨德（Ibrahim Youssef Saad）绘制的华丽的湿壁画。
1975年，在黎巴嫩内战爆发后，主教座堂遭到炮击和破坏，其精美的湿壁画化为灰烬。大部分圣像被盗，一部分18世纪圣像被纵火焚烧。在1994年至1995年的17个月中，在主教座堂地下进行的发掘占地316平方米，发掘出多个考古层，这使该教堂及其周围地区的历史时间表得以构建。1995年10月10日，以利亚·奥迪都主教宣布修复受战争破坏的主教座堂的计划。修复的第一阶段始于1998年，由Ghassan Tueni领导的委员会监督。主教座堂于2003年12月15日重新开放。
在2020年8月4日的2020年贝鲁特爆炸事故中，主教座堂受到严重破坏。